# Анет Келерман
Саутпорт, Квинсленд, Аустралија
Анет Мари Сара Келерман (Мариквил, 6. јул 1887 — 6. новембар 1975) била је аустралијска професионална пливачица, звезда водвиља, филмска глумица и списатељица. Била је једна од првих жена која је носила једноделни купаћи костим уместо тада прихваћених дводелних, у виду тунике и панталона. Инспирисала је друге жене да следе њен пример. Њени купаћи костими постали су толико популарни да је покренула сопствену модну линију једноделних купаћих костима. Помогла је у популаризацији синхроног пливања као спорта и написала приручник за пливање. Појавила се у неколико филмова, а као главна глумица у филму Кћи богова (енгл. A Daughter of the Gods) из 1916. Била је прва велика глумица која се појавила гола у холивудској продукцији. Анет Келерман је била заговорник здравља, фитнеса и природне лепоте.

## Биографија
Анет Келерман рођена је 6. јула 1887. у Мариквилу, Нови Јужни Велс. Отац јој је био Аустралијанац, виолиниста Фредерик Вилијам Келерман, а мајка Францускиња Алис Елен Шарбоне, пијанисткиња и наставница музике. Када јој је било шест година дијагностикована јој је обострана слабост ногу (рахитис), што је захтевало ношење болних челичних протеза како би их ојачала. Да би превазишли овај инвалидитет, њени родитељи су је уписали на часове пливања. До 13. године ноге су јој биле практично нормалне, а са 15 је победила у својој првој трци. У то време се такође бавила и скоковима у воду.
Године 1902. њени родитељи су одлучили да се преселе у Мелбурн, где Анет полази у средњу школу, исту ону у којој је њена мајка прихватила место наставнице музике. Током школовања Анет је учествовала у пливачким и ронилачким представама, глумила сирену у забавном парку и учествовала у две представе дневно, у којима је са рибама пливала у стакленом акваријуму. У јуну и јулу 1903. извела је сензационалне високе скокове у једном филмском спектаклу. 
Године 2009. започиње њена филмска каријера, а крајем новембра 1912. у Данберију се удала за свог менаџера, Американца Џејмса Саливана. Доживотни вегетаријанац, касније је водила продавницу здраве хране у Лонг Бичу у Калифорнији. Остала је активна и у старости, настављајући да плива и вежба готово до краја живота. Године 1970. са мужем се вратила у Аустралију, а 1974. добила је признање Међународне пливачке куће славних у Форт Лодердејлу на Флориди.
Келерманова је надживела свог мужа. Умрла је у болници у Саутпорту (Квинсленд) 6. новембра 1975. године, у доби од 88 година. Кремирана је по римокатоличким обредима. Њени остаци су расути у Великом коралном гребену. Није имала деце.

## Пливачка каријера
Године 1902, исте године када се преселила са породицом у Мелбурн, Анет Келерман је освојила првенство Новог Јужног Велса за жене на 100 јарди и 1 миљу у рекордним временима од 1 минут, 22 секунде и 33 минута, 49 секунди. Њена главна ривалка Беатрис Кер, која је проглашена за „шампионку Аустралије у пливању и роњењу“, упутила joj је јавни изазов да се суоче у такмичарској трци, али је позив остао без одговора.
Анет Келерман је са 19 година била једна од првих жена које су покушале да препливају Ламанш. Овај подухват је извела 24. августа 1905, али је одустала после три неуспешна покушаја. Прва жена која је покушала да пређе Ламанш била је аустријска бароница Валпурга фон Исаческу, септембра 1900. Њу је Анет Келерман касније изазвала и победила у трци на Дунаву. Анет Келерман је помогла популаризацији синхроног пливања као спорта. 

### Линија купаћих костима
Анет Келерман се залагала за право жена да носе једноделни купаћи костим, што је у то време важило за непримерено. Почетком 20. века од жена се још увек очекивало да док пливају носе неудобна одела за пливање, комбинацију хаљине и панталона. Анет Келерман је тврдила да је 1907. године, приликом посете Сједињеним Америчким Државама, ухапшена на плажи Ревере због јавне непристојности, јер је носила један од својих једноделних костима. Међутим, не постоје полицијски извештаји или новински чланци из тог времена који то потврђују, па се верује да је овај инцидент она измислила. Њени купаћи костими брзо су постали популарни, па је Анет осмислила сопствену линију женских купаћих костима. "Анет Келерманс", како су биле познате, биле су први корак ка модерним женским купаћим костимима.

## Филмска каријера
Док је боравила у Лондону о њеним наступима снимљен је кратки филм који је приказиван у Аустралији. Године 1911. појавила се и на Бродвеју, у насловној улози спектакла на води Водена вила (енгл. Undine).
Године 1916. постала је прва позната глумица која се потпуно гола појавила на филмском платну, у филму Кћи богова. То је била прва филмска продукција вредна милион долара. Овај филм се, као и многи други у којима је играла, сматра изгубљеним јер није познато да постоје копије.
Већина филмова у којима је играла имала је за тему водене авантуре. Изводила је сопствене акробације, укључујући скокове са висине од 28 м у море и са 18 м у базен са крокодилима. Много пута је глумила сирене по имену Анет или варијације свог имена. Серија њених „филмова из бајке”, како их је назвала, почела је Сиреном (1911). У филму Сирена Анет Келерман је била прва глумица која је на филму носила костим сирене у ком се може пливати, чиме је отворила пут будућим филмским „сиренама” као што су Естер Вилијамс, Ен Блајт, Дерил Хана и друге. Анет Келерман је дизајнирала сопствене пливачке костиме сирене, а понекад их је сама и шила. Костими слични њеним и данас се користе за сирене у ревијалним представама за туристе у градићу Вики Вочи на Флориди, укључујући и њен костим водене виле који је први пут представљен у филму Краљица мора из 1918. године. Краљица мора је још један изгубљени филм у ком је наступала.
Анет Келерман се појавила и у филму, Венера јужних мора (1924), америчко-новозеландској копродукцији, где је један колут 55-минутног филма био снимљен у боји и под водом. Овај филм рестаурирана је у Конгресној библиотеци 2004. године и једини је дугометражни филм са Анет Келерман за који се зна да постоји у свом потпуном облику.

## Филмографија
- The Bride of Lammermoor: A Tragedy of Bonnie Scotland (1909, кратки филм)
- Jephtah's Daughter: A Biblical Tragedy (1909, кратки филм)
- The Gift of Youth (1909, кратки филм)
- Entombed Alive (1909, кратки филм)
- The Mermaid (1911, кратки филм)
- Siren of the Sea (1911, кратки филм)
- Neptune's Daughter  (1914)
- A Daughter of the Gods  (1916)
- National Red Cross Pageant  (1917)
- Queen of the Sea (1918)
- What Women Love (1920)
- Venus of the South Seas (1924) - последња филмска улога

### Документарни филмови у којима се појављивала као Анет Келерман
- Miss Kellerman's Diving Feats (1907, кратки документарац)
- Miss Annette Kellerman (1909, кратки документарац)
- The Perfectly Formed Woman (1910, кратки филм)
- The Universal Boy (1914)
- The Art of Diving (1920, кратки документарац)
- Annette Kellermann Performing Water Ballet (1925, кратки документарац)
- Annette Kellermann Returns to Australia (1933, кратки документарац)
- Water Ballet: Sydney (1940, кратки филм)
- Water Ballet (1941, кратки филм)

### Архивски снимци
- The Love Goddesses (1965)
- The Original Mermaid (2002)

## Публикације
Поред филмске и забављачке каријере, Анет Келерман је написала и неколико књига. Међу њима су Како пливати (енгл. How to Swim, 1918) Физичка лепота: Како је задржати  (енгл. Physical Beauty, How to Keep It, 1919), затим збирка прича за децу под насловом Бајке јужних мора (1926) и Моја Прича, необјављена аутобиографију. Такође је написала бројне приручнике о здрављу, лепоти и фитнесу под називом Прелепо тело (енгл. The Body Beautiful).

## Културолошки утицај
Године 1908, након студије на 3.000 жена рађене на Универзитету Харвард, Анет Келерман названа је „савршеном женом“ због сличности њених физичких атрибута са Милоском Венером. Често је била називана и „савршеном женом Аустралије“.
Њена велика колекција костима и позоришних реквизита завештана је Сиднејској опери. Данас се многи од њених оригиналних костима и личних предмета чувају у Музеју Пауверхаусе (енгл. Powerhouse Museum) у Сиднеју. Државна библиотека Новог Јужног Велса чува њену архиву личних докумената.
У филму Сирена од милион долара (1952) глумила ју је Естер Вилијамс, а њено име налази се на једној звезди на Холивудској стази славних. О њој је 2002. године снимљен и награђивани аустралијски документарац под називом Оригинална сирена (енгл. The Original Mermaid).
Све улице у предграђу Холт у Канбери назване су по аустралијским спортистима. Једна од њих носи име Келерман Клоуз. По њој је назван и пливачки комплекс у Мариквилу, који је отворен у децембру 2010.
Године 2016. линија купаћих костима рађених по мери X Swimwear лансирала је купаћи костим по мери назван The Kellerman. По њој је названа и једна пунокрвна кобила у Америци, Annette K, ождребљена 1921.